# 臺灣海棗
臺灣海棗（學名：Phoenix hanceana）又名糠榔仔、糠榔、台灣糠榔、桄榔，是棕櫚科海棗屬的植物。
臺灣海棗是常綠性中型木本植物，株高可達五~八公尺，莖幹可達三十公分，最大的特徵是幹上布滿落葉後留下的疣狀落葉痕跡，偶數羽狀複葉，葉線形排成四列，葉端漸尖，葉面革質而平滑，每年3至6月會開出黃色的花，接著結果，橢圓狀的果剛開始是橙黃色，轉黑紫色後可以食用。
臺灣海棗、臺灣油杉、臺東蘇鐵、臺灣穗花杉並稱「臺灣四大奇木」，同為冰河孑遺植物。百萬年前臺灣與歐亞大陸相連，四大奇木等在那時候就遷移至臺灣。冰河退去，臺灣海峽再度分隔兩岸，經過長時間的演化而成為臺灣的特有種。